# Бозджаада (ільче)
39°49′19″ пн. ш. 26°01′44″ сх. д. / 39.821944444444° пн. ш. 26.028888888889° сх. д.
Бозджаада (тур. Bozcaada) — ільче (округ) у складі ілу Чанаккале на заході Туреччини. Адміністративний центр — місто Бозджаада.
Ільче утворений з острова Бозджаада та дрібних сусідніх — Ешек, Гьокче (Кьокче), Мавака, Таш та скеля Шималь.

## Склад
До складу ільче (округу) входить 1 буджак (район) та 1 населений пункт (місто):